# Arampampa (plaats)
Arampampa is de hoofdplaats van de provincie Bernardino Bilbao in het departement Potosí in Bolivia.